# Onciale 0240
- Papyrus
- Onciale
- Minuscules
- Lectionnaire

Le Codex 0240 (dans la numérotation Gregory-Aland), est un manuscrit du Nouveau Testament sur parchemin écrit en écriture grecque onciale.

## Description
Le codex se compose deux folios. Il est écrit en deux colonnes par page, de 23 lignes par colonne. Les dimensions du manuscrit sont 26 x 22 cm,. Les paléographes datent ce manuscrit du Ve siècle.
C'est un manuscrit contenant le texte de l'Épître à Tite (1,4-8). C'est un palimpseste. Le supérieur texte est Géorgien.
Le texte du codex représenté type alexandrin. Kurt Aland le classe en Catégorie II.
Lieu de conservation
Il est conservé au Centre national des manuscrits de Géorgie (2123, ff. 191, 198) à Tbilissi,.